# Sparrow Lake
Sparrow Lake är en sjö i Kanada.   Den ligger i countyt Simcoe County och provinsen Ontario, i den sydöstra delen av landet, 300 km väster om huvudstaden Ottawa. Sparrow Lake ligger 210 meter över havet. Arean är 10,9 kvadratkilometer. Den sträcker sig 6,4 kilometer i nord-sydlig riktning, och 4,8 kilometer i öst-västlig riktning.
I omgivningarna runt Sparrow Lake växer i huvudsak blandskog. Runt Sparrow Lake är det ganska glesbefolkat, med 23 invånare per kvadratkilometer.